# Complexo Orion
Orion Business & Health
Complexo Orion é um arranha-céu localizado na cidade de Goiânia, no Brasil.

## História
O edifício começou a ser construído em março de 2014, contando com 550 trabalhadores. O valor total da obra foi estimado em R$ 350 milhões, com 124,7 mil m² construídos. O edifício pode ser visto de vários pontos de Goiânia em um raio de aproximadamente 10 km, com uma bandeira do Brasil com 5,85 metros de altura e 8,35 metros de largura.
Entre as instituições no prédio estão: Associação Médica de Goiás (AMG), o Museu Médico e a Corte de Conciliação Médica. No final de 2018, foi previsto o início do funcionamento do hospital no prédio, com 200 leitos normais e 40 de UTI humanizadas e 12 centros cirúrgicos.